# Coppa Italia 1991/92
Die Coppa Italia 1991/92, den Fußball-Pokalwettbewerb für Vereinsmannschaften in Italien der Saison 1991/92, gewann der AC Parma. Parma traf im Finale auf Juventus Turin und konnte die Coppa Italia zum ersten Mal gewinnen. Man wurde Nachfolger vom AS Rom, das in diesem Jahr bereits im Viertelfinale ausschied.
Als italienischer Pokalsieger nahm der AC Parma in der nächsten Saison am Europapokal der Pokalsieger teil.

## 1. Runde
|                      | Gesamt    |                   | Hinspiel | Rückspiel |
| -------------------- | --------- | ----------------- | -------- | --------- |
| FC Modena            | 2:1       | FC Piacenza       | 1:0      | 1:1       |
| AS Bari              | (a)1:1(a) | FC Empoli         | 0:0      | 1:1       |
| AC Reggiana          | 3:2       | Cosenza Calcio    | 1:0      | 2:2       |
| AS Lucchese Libertas | 3:1       | AC Venedig        | 3:1      | 0:0       |
| AC Cesena            | 3:0       | AC Perugia        | 2:0      | 1:0       |
| FC Messina           | 1:3       | US Palermo        | 1:0      | 0:3       |
| SC Pisa              | 3:0       | AC Monza Brianza  | 2:0      | 1:0       |
| AS Taranto           | 3:1       | Reggina Calcio    | 3:1      | 0:0       |
| Brescia Calcio       | 2:1       | Pescara Calcio    | 2:0      | 0:1       |
| US Casarano          | 0:2       | US Lecce          | 0:0      | 0:2       |
| Ancona Calcio        | 2:0       | US Barletta       | 1:0      | 1:0       |
| FC Bologna           | 2:5       | Fidelis Andria    | 2:3      | 0:2       |
| Calcio Padova        | 1:0       | Salernitana Sport | 1:0      | 0:0       |
| Udinese Calcio       | 4:2       | US Triestina      | 3:1      | 1:1       |
| Cagliari Calcio      | 0:1       | FC Como           | 0:1      | 0:0       |
| US Avellino          | 0:1       | US Casertana      | 0:0      | 0:1       |

## 2. Runde
|                  | Gesamt |                      | Hinspiel | Rückspiel |
| ---------------- | ------ | -------------------- | -------- | --------- |
| Sampdoria Genua  | 6:1    | FC Modena            | 3:1      | 3:0       |
| AS Bari          | 5:2    | Ascoli Calcio        | 2:1      | 3:1       |
| SSC Neapel       | 1:0    | AC Reggiana          | 1:0      | 0:0       |
| AS Rom           | 3:1    | AS Lucchese Libertas | 1:0      | 2:1       |
| AC Florenz       | 5:2    | AC Cesena            | 2:1      | 3:1       |
| AC Parma         | 2:1    | US Palermo           | 0:0      | 2:1       |
| SC Pisa          | 3:2    | US Foggia            | 2:1      | 1:1       |
| AS Taranto       | 1:3    | CFC Genua            | 0:1      | 1:2 n. V. |
| AC Mailand       | 4:1    | Brescia Calcio       | 2:0      | 2:1       |
| US Lecce         | 1:5    | Hellas Verona        | 1:0      | 0:5       |
| Torino Calcio    | 5:2    | Ancona Calcio        | 4:1      | 1:1       |
| Fidelis Andria   | 2:5    | Lazio Rom            | 0:2      | 2:3       |
| Atalanta Bergamo | 4:3    | Calcio Padova        | 3:1      | 1:2       |
| Udinese Calcio   | 0:3    | Juventus Turin       | 0:0      | 0:3       |
| US Cremonese     | 0:1    | FC Como              | 0:0      | 0:1       |
| Inter Mailand    | 3:2    | US Casertana         | 1:0      | 2:2       |

## Achtelfinale
|                  | Gesamt    |                | Hinspiel | Rückspiel |
| ---------------- | --------- | -------------- | -------- | --------- |
| Sampdoria Genua  | (a)3:3(a) | AS Bari        | 1:1      | 2:2 n. V. |
| AS Rom           | (a)3:3(a) | SSC Neapel     | 1:0      | 2:3       |
| AC Parma         | (a)1:1(a) | AC Florenz     | 0:0      | 1:1       |
| SC Pisa          | 2:4       | CFC Genua      | 2:0      | 0:4       |
| Hellas Verona    | (a)3:3(a) | AC Mailand     | 2:2      | 1:1       |
| Torino Calcio    | 2:0       | Lazio Rom      | 2:0      | 0:0       |
| Atalanta Bergamo | 1:3       | Juventus Turin | 0:0      | 1:3       |
| Inter Mailand    | 4:3       | FC Como        | 2:2      | 2:1       |

## Viertelfinale
|                 | Gesamt |               | Hinspiel | Rückspiel |
| --------------- | ------ | ------------- | -------- | --------- |
| Sampdoria Genua | 2:1    | AS Rom        | 1:0      | 1:1       |
| AC Parma        | 4:1    | CFC Genua     | 2:0      | 2:1       |
| AC Mailand      | 3:1    | Torino Calcio | 2:0      | 1:1       |
| Juventus Turin  | 3:1    | Inter Mailand | 1:0      | 2:1 n. V. |

## Halbfinale
|            | Gesamt |                 | Hinspiel | Rückspiel |
| ---------- | ------ | --------------- | -------- | --------- |
| AC Parma   | 3:2    | Sampdoria Genua | 1:0      | 2:2 n. V. |
| AC Mailand | 0:1    | Juventus Turin  | 0:0      | 0:1       |

## Finale

### Hinspiel
| Juventus Turin                           | Juventus Turin | AC Parma | AC Parma |
| ---------------------------------------- | --- | --- | -------- |
| Juventus Turin                           | \| Finale \| \| 7. Mai 1992 in Turin (Stadio delle Alpi) \| \| Ergebnis: 1:0 (1:0) \| \| Schiedsrichter: Rosario Lo Bello \| | \| Finale \| \| 7. Mai 1992 in Turin (Stadio delle Alpi) \| \| Ergebnis: 1:0 (1:0) \| \| Schiedsrichter: Rosario Lo Bello \| | AC Parma |
| Juventus Turin                           | Angelo Peruzzi – Gianluca Luppi, Giancarlo Marocchi, Massimo Carrera, Júlio César – Roberto Galia, Antonio Conte (58. Luigi De Agostini), Stefan Reuter, Roberto Baggio – Salvatore Schillaci (64. Eugenio Corini), Paolo Di Canio Cheftrainer: Giovanni Trapattoni | Marco Ballotta – Antonio Benarrivo, Alberto Di Chiara, Lorenzo Minotti, Luigi Apolloni – Georges Grün, Alessandro Melli (84. Massimo Agostini), Daniele Zoratto (68. Tarcisio Catanese), Stefano Cuoghi – Marco Osio, Tomas Brolin Cheftrainer: Nevio Scala | AC Parma |
| Juventus Turin                           | 1:0 Roberto Baggio (23., Elfmeter) | | AC Parma |
| Finale                                   | | |          |
| 7. Mai 1992 in Turin (Stadio delle Alpi) | | |          |
| Ergebnis: 1:0 (1:0)                      | | |          |
| Schiedsrichter: Rosario Lo Bello         | | |          |

### Rückspiel
| AC Parma                                     | AC Parma | Juventus Turin | Juventus Turin |
| -------------------------------------------- | --- | --- | -------------- |
| AC Parma                                     | \| Finale \| \| 14. Mai 1992 in Parma (Stadio Ennio Tardini) \| \| Ergebnis: 2:0 (1:0) \| \| Schiedsrichter: Fabio Baldas \| | \| Finale \| \| 14. Mai 1992 in Parma (Stadio Ennio Tardini) \| \| Ergebnis: 2:0 (1:0) \| \| Schiedsrichter: Fabio Baldas \| | Juventus Turin |
| AC Parma                                     | Marco Ballotta – Antonio Benarrivo, Alberto Di Chiara, Lorenzo Minotti, Luigi Apolloni – Georges Grün, Alessandro Melli (85. Massimo Agostini), Daniele Zoratto, Stefano Cuoghi – Marco Osio (85. Ivo Pulga), Tomas Brolin Cheftrainer: Nevio Scala | Angelo Peruzzi – Gianluca Luppi, Giancarlo Marocchi, Massimo Carrera (66. Paolo Di Canio), Jürgen Kohler, Luigi De Agostini (73. Antonio Conte) – Roberto Galia, Stefan Reuter, Roberto Baggio – Salvatore Schillaci, Pierluigi Casiraghi Cheftrainer: Giovanni Trapattoni | Juventus Turin |
| AC Parma                                     | 1:0 Alessandro Melli (45.) 2:0 Marco Osio (61.) | | Juventus Turin |
| Finale                                       | | |                |
| 14. Mai 1992 in Parma (Stadio Ennio Tardini) | | |                |
| Ergebnis: 2:0 (1:0)                          | | |                |
| Schiedsrichter: Fabio Baldas                 | | |                |